# Cape Cod Evening
Cape Cod Evening (en français, Soir à Cap Cod ou Un soir d'été à Cape Cod) est une peinture à l'huile sur toile réalisée l'artiste américain Edward Hopper en 1939 et conservée depuis son don par le John Hay Whitney Charitable Trust à la National Gallery of Art de Washington (district de Columbia) en 1982. 

## Description
Terminé le 30 juillet 1939 à Truro, le tableau aurait dû s'appeler Whipporwill, oiseaux en fait non visibles dans les arbres (à gauche) ; ces arbres « adoptent une formation en phalange,  augmentant graduellement avec l'obscurité ». Une autre version indique que le tableau devait se nommer Le Goéland : « Le chien écoute quelque chose, probablement un goéland ou un bruit du soir » précise Hopper lors d'un entretien.
Cette œuvre n'a pas de modèle réel, elle est une composition de plusieurs esquisses ou inspirations du peintre ; ses études montrent que la création est passée par plusieurs étapes, avec au début seulement le chien regardant la femme. Bien que ne représentant rien d'existant, ce tableau reste considéré comme le plus important concernant ceux qu'a peints Hopper sur Cape Cod.
Soir à Cape Cod est plus explicite avec deux personnages sur le pas de leur maison ; même si les deux humains ne sont pas le sujet principal de l’œuvre, la vision se détournant vers un élément inconnu et invisible, en dehors du tableau. Le spectateur peut alors supposer un sentiment d'inquiétude de la part de ces deux personnes, face à un danger ressenti par le chien. La maison n'est vue que par sa façade avec son bow window, sa porte à l'encadrement mouluré avec marquise, et une fenêtre à l'extrême droite de la composition recevant la lumière du soir aux reflets bleutés. Le chien, un colley est à l'arrêt sur l'herbe jaune. La représentation d'animaux reste extrêmement rare dans les œuvres d'Hopper.

## Analyse
Opposition colorée entre Nature et ouvrage humain, arbres vert foncé à gauche, façade blanchie à droite, les deux rejoints par l'« herbe sèche et soufflante » du premier plan bas qui découpe la composition en deux, la nature se voit également invoquée par le chien en arrêt. Les humains, moroses, comme dans la plupart des œuvres de Hopper, semblent isolés l'un de l'autre, « égocentriques et inconscients de la présence de l'autre » ; tout cela est sensible par leurs postures : femme indifférente « de type finlandais courant au Cape » debout en robe couleur vert bouteille, le dos appuyé sur la façade, regard lointain, l'homme « Yankee » pour le peintre ou Suédois d'après sa femme, assis sur le perron, penché  en avant, regardant l'herbe non coupée que sa main droite touche. L'opposition entre « nature » et « construction » reste un lien majeur de la plupart des œuvres de Hopper.